# Gouvernement Ekman I
Gouvernement du royaume de Suède
Sandler Lindman II
Le gouvernement Ekman I est à la tête du royaume de Suède de 1926 à 1928.

## Composition
- Ministre d'État : Carl Gustaf Ekman
- Ministre des Finances : Ernst Lyberg
- Ministre de la Justice : Johan Thyrén
- Ministre des Affaires étrangères : Eliel Löfgren
- Ministre de la Défense : Gustav Rosén
- Ministre des Affaires sociales : Jakob Pettersson
- Ministre des Communications : Carl Meurling
- Ministre des Affaires ecclésiastiques : John Almkvist
- Ministre de l'Agriculture : Paul Hellström jusqu'au 3 juillet 1927, puis Bo von Stockenström
- Ministre du Commerce extérieur : Felix Hamrin
- Ministre sans portefeuille : Sigurd Ribbing
- Ministre sans portefeuille : Natanael Gärde